# Bitterfeld-Wolfen
Bitterfeld-Wolfen je město v německé spolkové zemi Sasko-Anhaltsko. Nachází se 25 km severovýchodně od Halle na soutoku řek Fuhne a Muldy. Vzniklo 1. července 2007 spojením měst Bitterfeldu a Wolfenu a vesnic Greppin, Holzweißig a Thalheim, v roce 2009 se připojila další obec Bobbau. Oblast byla důležitým centrem chemického průmyslu a těžby hnědého uhlí. Po sjednocení Německa došlo k zániku mnoha pracovních příležitostí, počet obyvatel se snížil z více než šedesáti tisíc na současných zhruba čtyřicet tisíc. Hlavním zaměstnavatelem se v 21. století stala firma Q-Cells, výrobce fotovoltaických článků.

## Bitterfeld
Město má asi 15 000 obyvatel, bylo založeno roku 1224. Ve druhé polovině 19. století se stalo významnou železniční křižovatkou a průmyslovým centrem. Zdejší životní prostředí bylo vážně narušeno, zdravotním dopadům zamoření těžkými kovy se v německy mluvícím prostředí začalo říkat Bitterfeldský syndrom. Během východoněmeckého povstání v červnu 1953 proběhly v Bitterfeldu velké protivládní demonstrace, kterých se zúčastnilo až padesát tisíc lidí a protestující nakrátko obsadili místní radnici. V roce 1959 se zde konala Bitterfeldská konference, která vytyčila hlavní zásady kulturní politiky NDR. V místní chemické továrně došlo 11. července 1968 k výbuchu, při kterém zahynulo 42 osob, šlo o nejvážnější průmyslovou havárii v dějinách NDR. Ve městě se nachází novogotická radnice, evangelický kostel sv. Antonína z roku 1910 a novorenesanční vila továrníka Biermanna na jezeře Bernsteinsee, sloužící jako hotel. Nad městem se nachází Bitterfeldský oblouk, 28 metrů vysoká rozhledna, kterou navrhl roku 2005 architekt Claus Bury. Východně od města leží jezero Großer Goitzschesee s vyhlídkovou věží Pegelturm. Od roku 1997 se v Bitterfeldu koná festival extrémního metalu United Metal Maniacs.

## Wolfen
První písemná zmínka o Wolfenu pochází z roku 1400. Roku 1846 byla objevena uhelná ložiska, roku 1909 zde založila firma Agfa továrnu na celulózu a započala výstava nových obytných čtvrtí na sever od původního centra. Za druhé světové války bylo ve Wolfenu totálně nasazeno asi pět tisíc lidí ze zemí okupovaných Německem. V roce 1946 byl na hřbitově odhalen pomník obětem války, z nichž většina zahynula při bombardování továrny. Po válce přesídlila Agfa do Západního Německa. Zdejší továrna vyráběla filmovou a fotografickou techniku pod názvem ORWO (Original Wolfen). 7. října 1958 byl Wolfen povýšen na město. Po zániku NDR a krachu průmyslu odešla téměř polovina obyvatel na Západ, ve městě zůstalo něco před dvacet tisíc lidí. Tovární správní budova 041 byla přebudována na radnici. Ve městě se také nachází muzeum filmového průmyslu, akvapark Woliday, kulturní dům z roku 1927 a venkovní amfiteátr v lokalitě Fuhneaue.

## Rodáci
- Johann Ernst Altenburg, hudební skladatel
- Denise Zichová, herečka
- Christian Gille, kanoista, olympijský vítěz

## Partnerská města
- Dzeržinsk
- Vierzon
- Witten